# 페터만섬

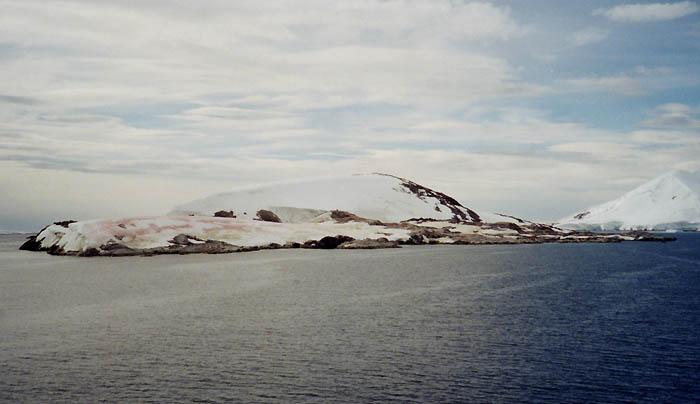
페터만 섬의 전경

페터만섬(Petermann Island)은 남극 반도의 서쪽에 위치한 작은 섬이다. 남위 65도 10분, 서경 64도 10분에 있으며, 부스 섬의 남쪽에 있다. 이 섬은 1873년~1874년의 독일 탐험대가 발견하였고, 지리학자인 아우구스트 페터만의 이름을 따서 명명하였다. 1908년부터 1910년의 프랑스 탐험대는 이 섬의 남서부에 배를 붙이고 겨울을 났다. 1909년 1월 1일, 할례제(Feast of the Circumcision) 날에 배가 도착했으므로 이 위치를 Port Circumcision이라고 불렀다.
탐험대가 세웠던 오두막은 현재 존재하지 않지만, 1955년에 아르헨티나가 세운 피난 오두막은 남아 있다. 1982년에 베르나드스키 기지에서 해빙을 가로질러 페터만 섬을 목표로 하다 죽은 영국 탐험대 3명을 기리기 위한 십자가가 남아 있다.

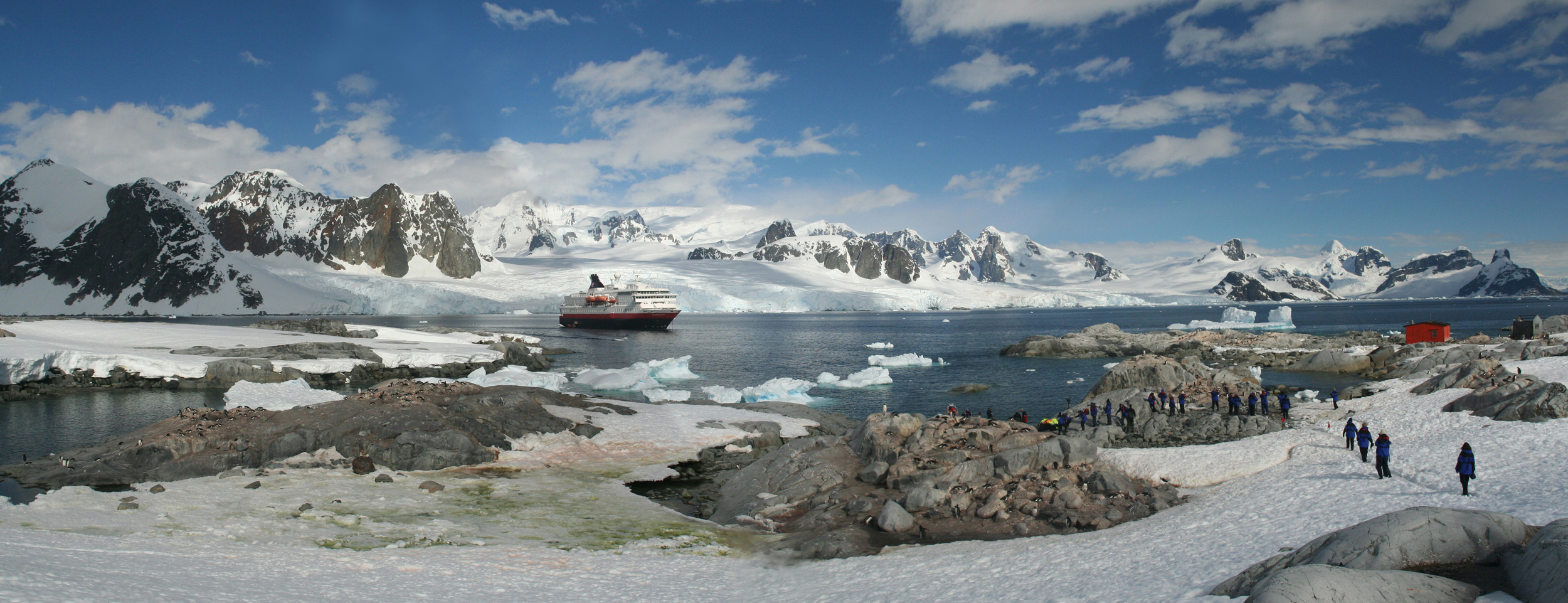
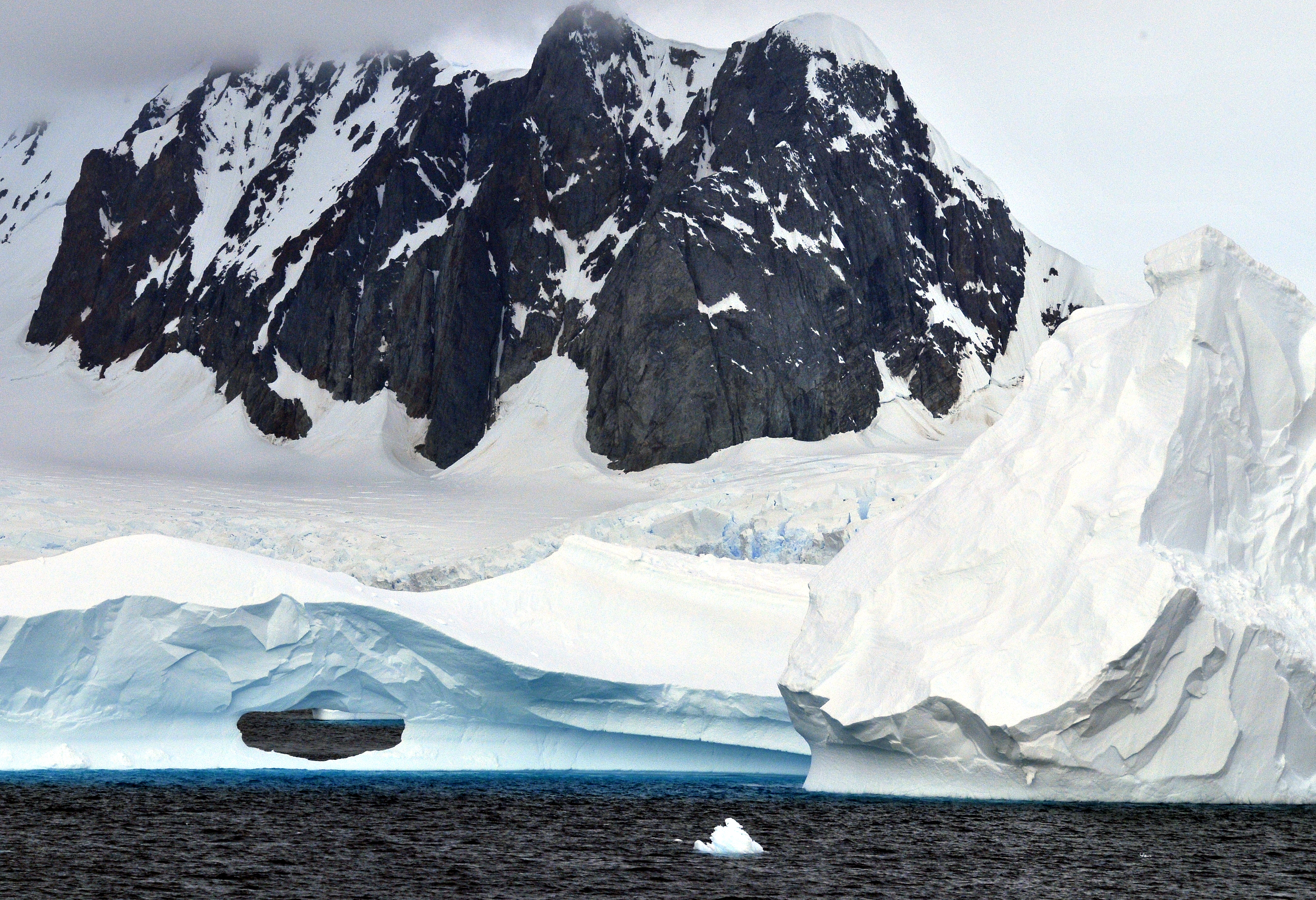
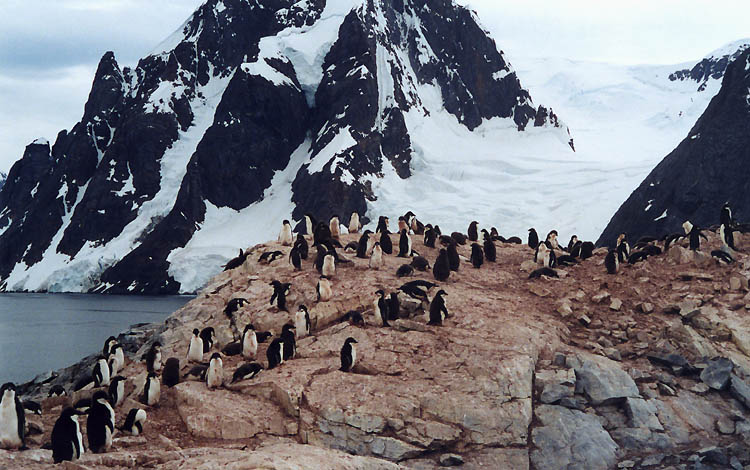
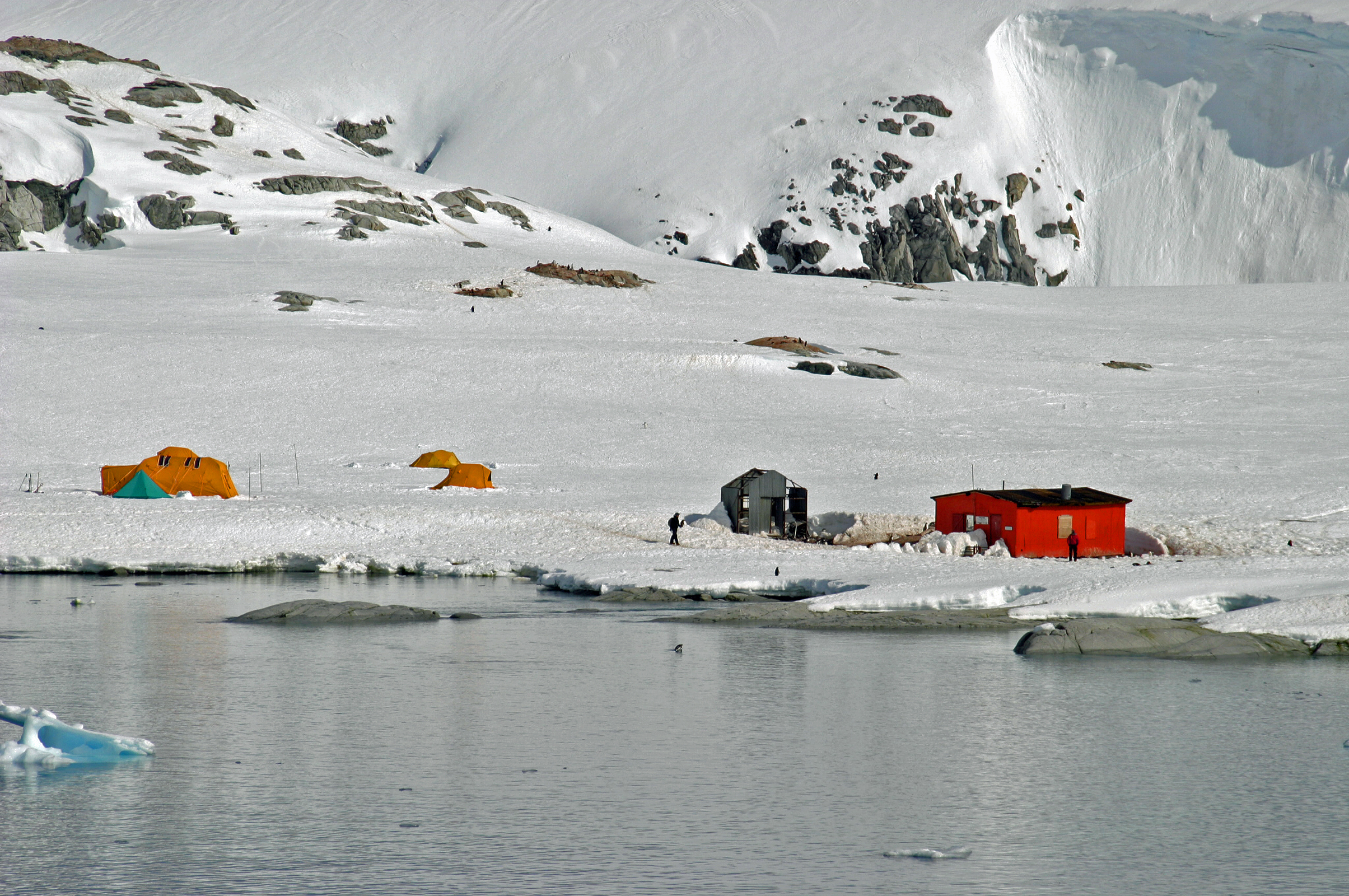